# Miroslava Bartošíková
Doc. JUDr. Miroslava Bartošíková, CSc. (16. prosince 1950 – 23. září 2006) byla česká právnička a pedagožka.
Absolvovala Právnickou fakultu Jana Evangelisty Purkyně v Brně v roce 1974. Od roku 1992 do roku 1999 vyučovala na Policejní akademii v Praze-Lhotce. Od roku 1999 do roku 2006 vyučovala na Právnické fakultě ZČU v Plzni. Byla členkou legislativní komise pro obchodní právo při Legislativní radě vlády. Vykonávala advokátní praxi a byla zkušební komisařkou České advokátní komory pro advokátní zkoušky. Byla členkou redakční rady časopisů Obchodní právo a Právní rádce. V odborném tisku publikovala od roku 1978 a je autorkou řady odborných článků, zejména z oblasti práva obchodních společností. Je autorkou a spoluautorkou řady odborných publikací včetně učebnic (Komentář k obchodnímu zákoníku apod.).
Pohřbena je na hřbitově v Praze-Hrnčířích.